# Марково (Великолукский район)
Ма́рково — деревня в Великолукском районе Псковской области России. Входит в состав сельского поселения «Черпесская волость».
Расположена на севере района, в 36 км (или в 49 км по дорогам) к северу от райцентра Великие Луки, на противоположном от волостного центра, деревни Черпесса, левом (западном) берегу реки Ловать.

## Население
Численность населения деревни по состоянию на 2000 год составила 9 жителей, на 2010 год — 5 жителей.